# なめこ印
なめこ印，是日本輕小說作家。

## 作品
- 我拯救太多女主角引發了世界末日！？、原名[1]
- 我與她互為奴僕的主從契約、原名：富士見書房。
- 終將成為神話的放學後戰爭、原名[2]
- 轉生魔王的異世界悠閒生活 歡迎前來魔王村！、原名

## 外部連結
- 朝食のなめこ汁 （页面存档备份，存于）
- なめこ印的X（前Twitter）